# Innocentideklarationen
Innocentideklarationen kom till i en första version år 1990, under ett möte för hälsopolitiker som arrangerades av Världshälsoorganisationen WHO och FN:s barnfond Unicef. Detta möte ägde rum i italienska Florens mellan den 30 juli och den 1 augusti 1990. År 2005 antogs en ny version av Innocentideklarationen under ett evenemang som ägde rum i Italien den 22 november, till firandet av den ursprungliga deklarationens 15:e år.
Syftet med deklarationen är att stödja, främja och skydda amningen. Detta med bakgrund av de fördelar som amningsprocessen ger såväl spädbarnet som kvinnan. Det globala målet är att möjliggöra för kvinnor att enbart amma och att alla barn mellan 0 och 4-6 månader endast ska få bröstmjölk.